# Rökpust

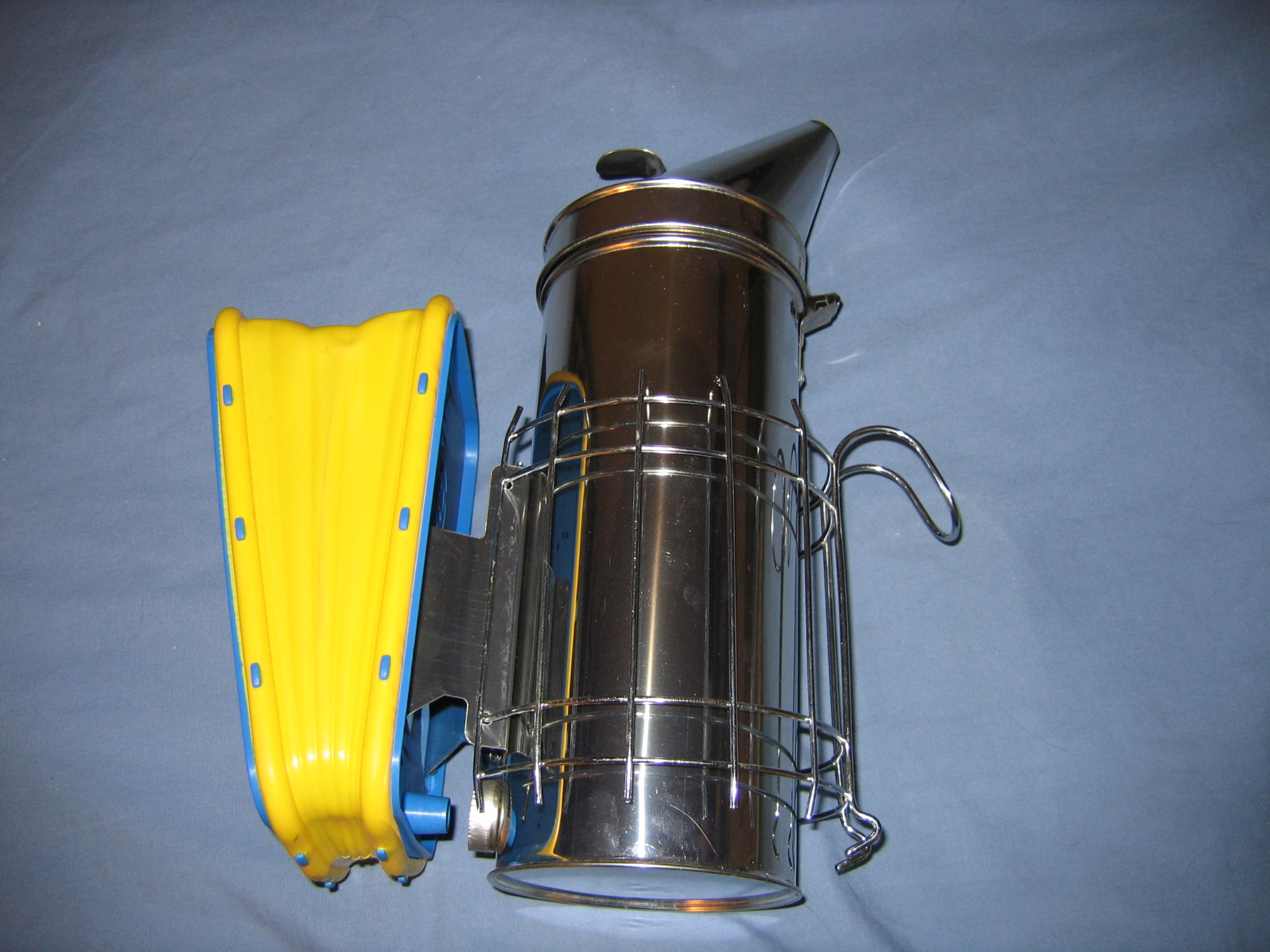

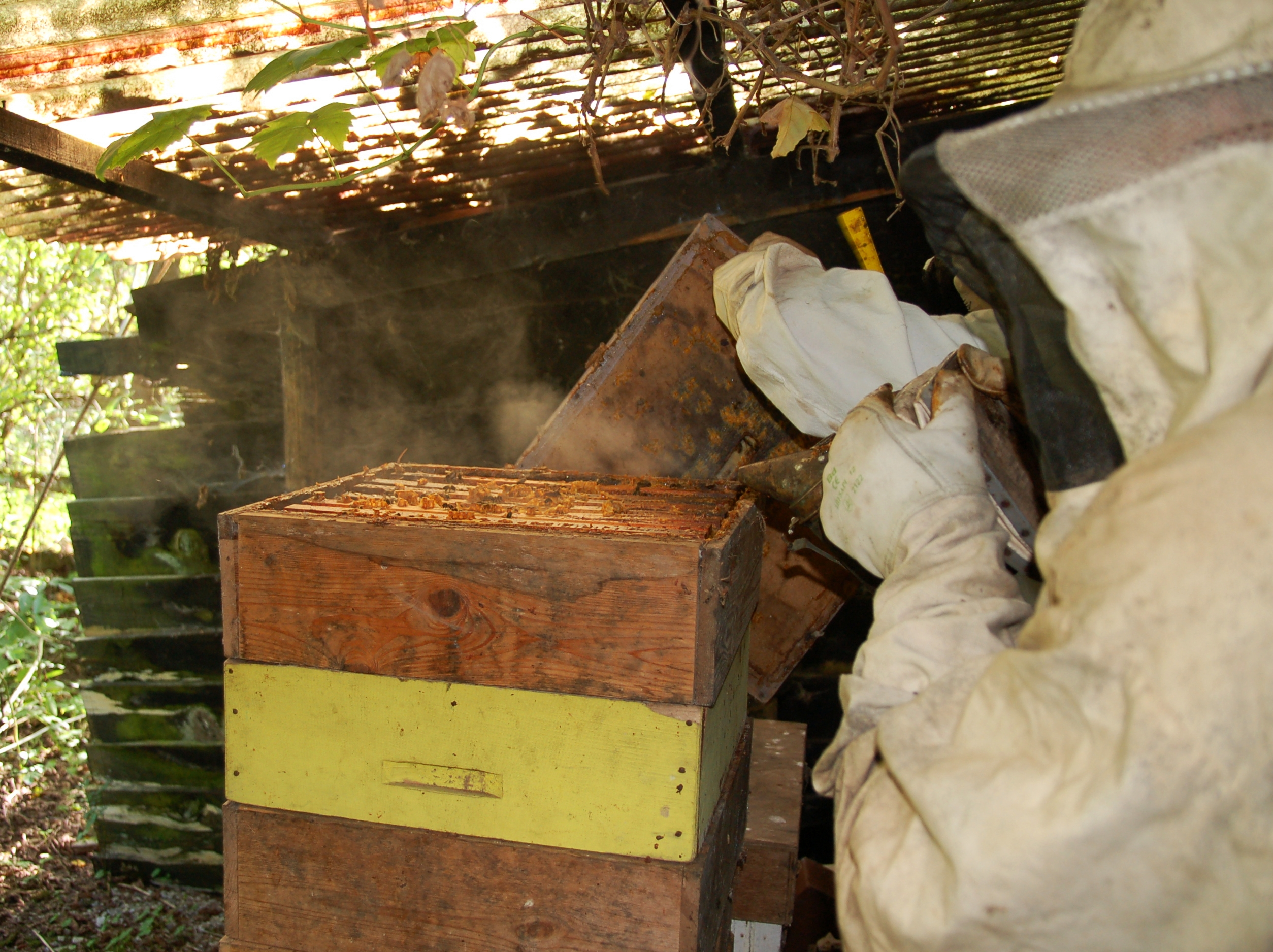

Rökpust är ett redskap som används vid biodling. Med detta redskap blåser ("pustar") biodlaren rök in i bikupan och på bina. Röken gör allmänt att bina blir lugnare och mindre benägna att försvara kolonin. Pusten består av en bälg och ett metallkärl med grov pip. Kärlet är tillverkat av galvaniserad plåt, rostfri plåt eller kopparplåt. I kärlet placeras bränslet som man tänder. Med bälgen pumpar man in lite luft i botten av kärlet med bränsle och lufttillförseln stimulerar glödutvecklingen och rökbildningen.
Två effekter av röken är 
1. De kemiska alarmsignaler som bin skickar ut i luften (alarmferomoner) blir svårare att detektera.
2. Bina tenderar att samla på sig honung som en förberedelseåtgärd för att kunna utrymma kupan i händelse av brand. Detta medför också att de har svårare att utföra stickrörelsen.

Som bränsle i pusten kan man använda pulver- eller fiberaktiga bränslen såsom briketter, bränslepellets, kutterspån, mjuka och porösa fiberskivor, torkade stjälkar, och dylikt. Bränslet ska inte direkt brinna utan bara glöda så att rökutvecklingen blir optimal.
Ofta ger biodlaren bina en "pust" med rök genom flusteröppningen någon minut innan han eller hon sedan öppnar kupan för inspektion. Härigenom anses bina bli mindre aggressiva vid det följande ingreppet i kupan.
Biodlare uppmanas att använda pusten med måtta och enbart om bina är aggressiva. En vanlig sprayflaska med vatten kan ofta användas för att få bina att krypa undan från bikupans delar.